# Gardenia-Helsinki
Gardenia-Helsinki est un jardin public ouvert en 2001 dans le quartier de Viikki à Helsinki.

## Description
Le jardin a une partie extérieure accessible gratuitement au public et une partie intérieure accessible en payant un droit d’entrée. Le jardin intérieur est un jardin tropical spécialisé en cultures d’Asie du sud-est et ses collections comportent de nombreux fruits et plantes aromatiques. La partie extérieure présente un jardin japonais sur le thème de l’eau avec des pierres de Finlande, elle présente aussi de nombreuses roses, pivoines et plantes vivaces.
Gardenia accueille aussi les classes du Vanneau de découverte de la nature.